# Tomme

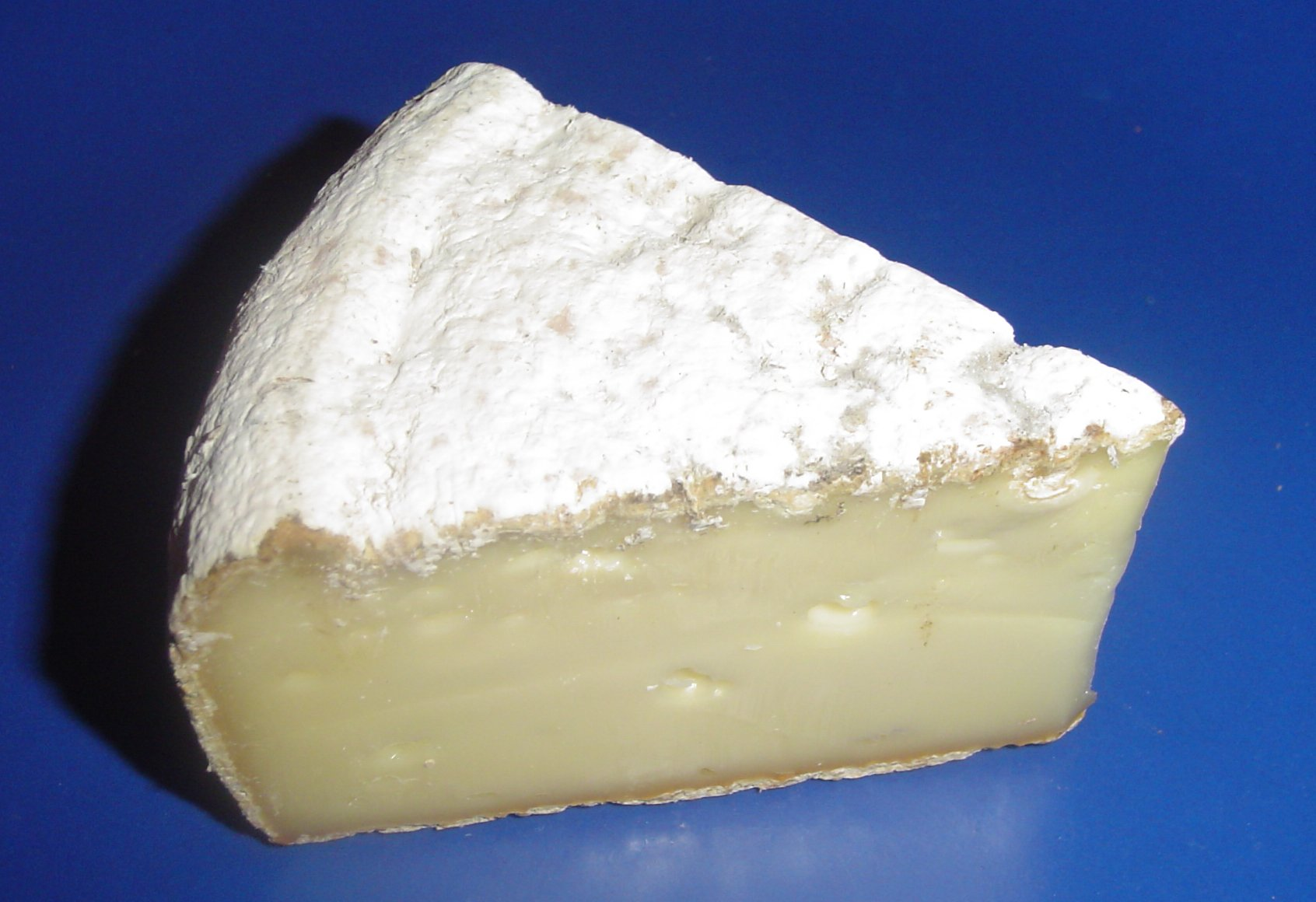
Tomme de Savoie

Tomme (französisch la tomme, alpiner Weichkäse, Plural: Tommes von ligurisch toma ‚Käse‘) ist eine Sammelbezeichnung zahlreicher Weichkäsesorten, die üblicherweise aus Frankreich, der Schweiz (Waadt) und Italien (Aostatal) kommen. Die meisten Tomme-Käse werden auf Bauernhöfen (französisch Fermier) hergestellt. Die Tomme-Sorten von Bergbauernhöfen werden französisch als tomme de montagne bezeichnet. Verwendet wird in der Regel Rohmilch, und zwar von Kühen, Ziegen oder Schafen oder eine Mischung aus Milch dieser drei Tierarten. Typisch für sie ist ihr niedriger Fettgehalt. Für Bergbauernkäse wird die Milch vor dem Käsen entrahmt, der Rahm verbuttert und nur die Magermilch zur Käseproduktion verwendet. Die meisten Tommes sind klein, einige Sorten wiegen allerdings bis 8 kg. Sie sind meist nicht lange haltbar. Varianten des Tomme de Savoie bilden eine dunkle Kruste unter Verwendung von Käsemilben (Tyrolichus casei) aus.
Zur Unterscheidung vom Tomme de Savoie schreibt sich der Tome(s) Alpage de la Vanoise und der Tome des Bauges (Savoyer Alpen) mit nur einem „m“.

## Sorten

### Frankreich

#### Die Tome des Zentralmassivs
- Tome de Montredon (Larzac)
- Tome de Potensac (Larzac)

- Tome fraîche et fourme de Laguiole (Aubrac)
- Tome fraîche et fourme de Cantal  (Aubrac)

#### Alpine Tomme-Sorten

##### Die Tomme-Käse aus Savoyen
- Tomme des Allues
- Tomme boudane
- Tomme de Courchevel
- Tomme au fenouil
- Tomme au marc
- Tome des Bauges
- Tomme d'Annecy

Nicht näher bezeichnete werden als Tomme de Savoie vermarktet.

#### Weitere Herkunftsorte
- Tomme d'Annot: Arrière-Pays niçois (Mittelgebirge im Var-Tal). Aus Schaf- oder Ziegenkäse. Rund, 16 bis 22 cm Durchmesser, 0,6 bis 1,2 kg.
- Tomme d'Arles oder Tomme de Camargue. Provence (hauptsächlich Arles). Aus Schafs- oder Ziegenmilch oder einer Mischung aus Ziegen- und Kuhmilch. Eckige Laibe mit 6 cm Kantenlänge, rund 100 g schwer.
- Tomme de Combovin. Aus Ziegenmilch. Rund, 10 cm Durchmesser, 230–250 Gramm.
- Tomme de Corps. Herkunft: Die Täler des Drac, hauptsächlich La Salette. Aus Ziegenmilch. Zylindrische Form mit 10 cm Durchmesser, 400 bis 500 Gramm.
- Tomme de Crest. Herkunft: Dauphiné, hauptsächlich Chabeuil und Valentinois. Aus Ziegenmilch, rund, 6 cm Durchmesser, 100 g schwer.
- Tomme de Romans oder Tomme de Saint-Marcellin. Herkunft: Tal der Isère. Aus Kuhmilch. Rund, 7 bis 8 cm Durchmesser, 80 bis 90 g.
- Tomme de Sospel. Herkunft: Tal der Bevera. Aus Schaf- oder Ziegenmilch. 30 bis 35 cm Durchmesser, 9 bis 12 kg.
- Tomme de Valberg. Herkunft: Das obere Tal des Cians und der Var. Aus Schafmilch, rund, 30 bis 35 cm Durchmesser, 9 bis 12 kg.
- Tomme de Valdeblore. Herkunft: Gebirge zwischen Var und Tinée. Aus Schafmilch, rund, 30 bis 35 cm Durchmesser, 9 bis 12 kg.

### Schweiz
- Tomme du Valais, Halbhartkäse
- Tomme Vaudoise, kleiner Weichkäse (vergleichbar mit einem kleinen Camembert)
- Tomme des Reussilles, Weichkäse aus dem Berner Jura

### Italien
- Tomme de Gressoney. Herkunft: Oberes Tal der Lys (Aostatal).

### Kanada

#### Québec
- Tomme des Demoiselles, aus dem Archipel Îles-de-la-Madeleine.

### Thailand
- Tomme de Chiangrai, Chiang Rai, Thailand